# مودم‌نرم

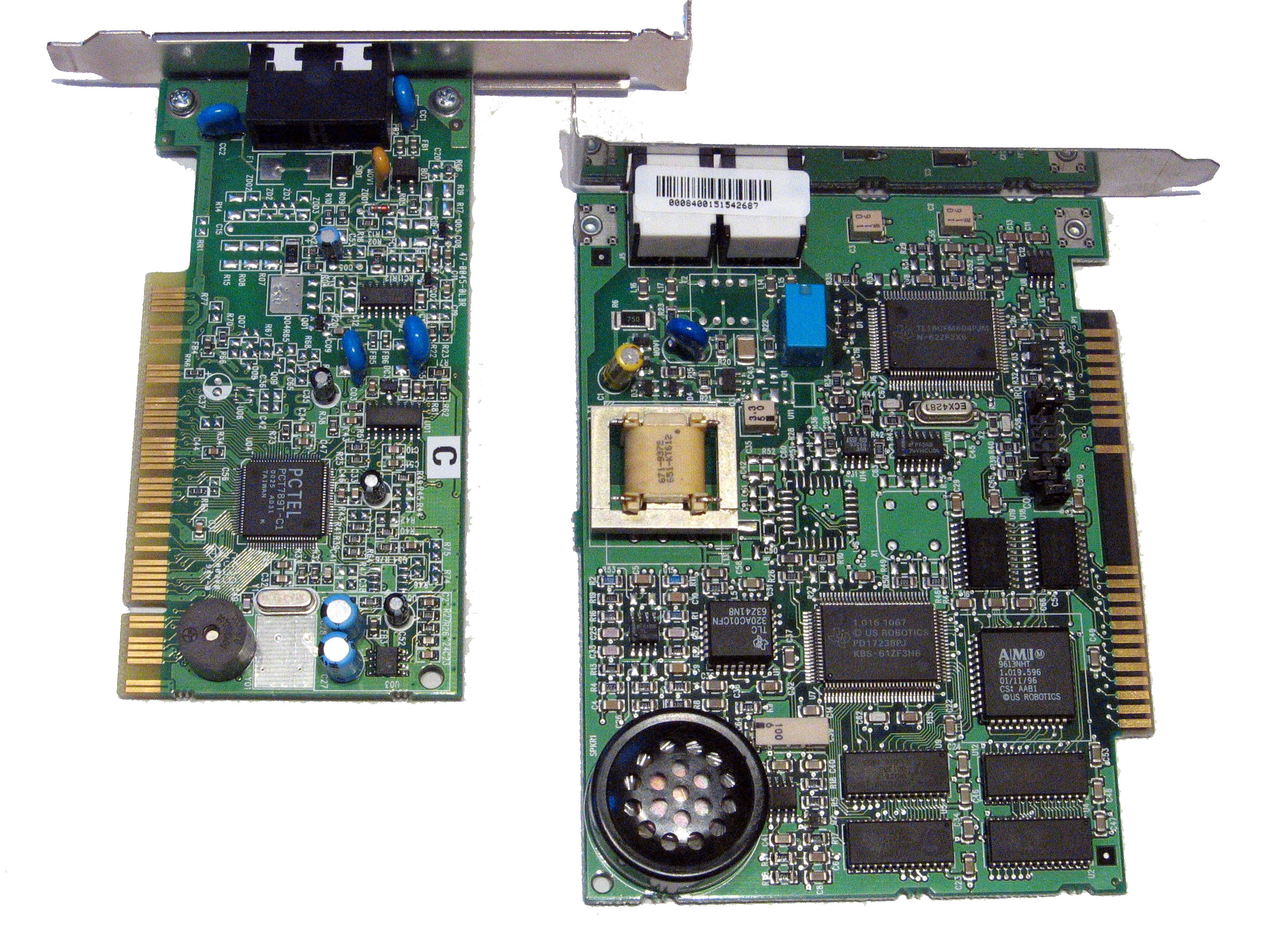
یک نرم‌افزار PCI (سمت چپ) در کنار یک مودم سخت‌افزاری معمولی آی‌اس‌ای (سمت راست)

مودم‌نرم (مودم نرم‌افزاری) یک مودم با حداقل سخت‌افزار است که از نرم‌افزاری که روی کامپیوتر میزبان درحال اجراست و منابع رایانه (مخصوصاً واحد پردازش مرکزی، حافظه دسترسی تصادفی و گاهی اوقات پردازش صوتی)، به جای سخت‌افزار در مودم مرسوم استفاده می‌کند.
مودم‌نرم همچنین گاهی اوقات به نام مودم‌وین به دلیل پشتیبانی محدود برای سیستم عامل‌هایی به غیر از ویندوز. به‌طور همانند، مودم‌لین یک مودم‌نرم است که می‌تواند روی لینوکس اجرا شود.
مودم‌نرم‌ها بعضاً به عنوان نمونه‌ای از سیستم رایانش بی‌درنگ مورد استفاده قرار می‌گیرند. سیگنال‌های صوتی که باید منتقل شوند باید با وقفه متراکم محاسبه شوند (به ترتیب هر ۵ یا ۱۰ میلی‌ثانیه). آن‌ها نمی‌توانند از پیش محاسبه شوند، و نمی‌توانند کند باشد چون مودم دریافت‌کننده همزمانی را از دست می‌دهد.

## یوند به بیرون
- بررسی تفاوت‌های مودم‌های مبتنی‌بر نرم‌افزار و مودم‌های مبتنی‌بر سخت‌افزار (صفحه بایگانی شده که کار می‌کند)
- مودم و فهرست چیپست‌های آن‌ها